# Gaël Genevier
Gaël Genevier est un footballeur français né le 26 juin 1982 à Saint-Martin-d'Hères. Il est milieu de terrain.
Formé à l'Olympique lyonnais, il rejoint l'Italie et Pérouse en septembre 2003.
Il joue quatre matchs de Serie A puis il est prêté au mercato d'hiver à Catane. À l'issue de la saison il rentre à Pérouse qui le reprête à un nouveau club lors du mercato d'hiver. Il est donc prêté au club d'Acireale, qui satisfait de ses prestations lève l'option d'achat.
À l'issue de la saison 2005-2006, le club quitte la Serie C1 pour repartir en 7e division. Genevier quitte le club et signe à Sangiovannese qui évolue également en Serie C1. Après une résiliation de son contrat, Gaël rejoint le club de Pise, en Serie B ou il fera surement sa meilleure saison en perdant la demi-finale ou il jouait la promotion en Serie A.
À la suite du dépôt de bilan de Pise l'année suivante il se trouve libre.
Il signe donc pour 5 ans au début de la saison 2009/2010 à l'AC Sienne et fait son retour en Serie A. Fin janvier 2010, il est prêté au Torino FC en Serie B ou il se voit rater la promotion en Serie A en perdant la finale play off. En Aout 2010 en pleine discussion avec le Torino FC pour y retourner il se rompt le LCA du genou gauche et ne jouera qu'un seul match cette saison avec Sienne en Serie B, équipe qui gagnera le championnat de Serie B sous la gestion de Antonio Conte. En juillet 2011, il est prêté à l'AS Livourne  en Serie B. Au cours du mois de janvier il retourne a Pise. Etant toujours sous contrat avec AC Sienne il fera plusieurs expériences dans différents clubs de Serie B, Juve Stabia, Pro Vercelli et Novara.
Il avait, cette année-là, renouvelé et allongé son contrat avec AC Sienne mais le club dépose le bilan et il se retrouve libre.
En Aout 2014 et quelques jours après avoir perdu son papa il signe pour 3 ans avec l'AC Lumezzane en serie C, il y restera 2 ans et demi avant de partir a l'AC Reggiana du nouveau président Mike Piazza, ancienne star du baseball américain. Il y restera un an et demi devenant le capitaine du club. Pendant la première saison 2017-2018 il perd de nouveau les barrages pour monter en Serie B se voyant éliminer pas l'Alessandria qui perdra en finale contre l'AC Parma. La saison suivante il se voit éliminer en quart de finale contre l'AC Sienne dans un match complètement fou ou l'arbitre siflera un penalty inexistant contre l'AC Reggiana a la 98e minute, épisode qui fera beaucoup parler dans le monde du foot en Italie.
À la suite de cette injustice le président décide de ne pas inscrire l'équipe au championnat suivant.
Libre, il se dirige au mois de septembre 2018 vers l'ACR Messina en Serie D, il ne restera pas longtemps car le 28 janvier 2019 il retourne en Serie C et signe pour l'UC Albinoleffe.

## Carrière
- 2002-2004 :  Olympique lyonnais
  - 2003-décembre 2003 :  AC Pérouse (prêt)
  - jan. 2004-2004 :  Calcio Catania (prêt)
- 2004-2006 :  AC Pérouse/Pérouse Calcio
  - 2004-2006 :  AS Acireale (prêt)
- 2006-2007 :  AC Sangiovannese
- 2007-2009 :  Pise Calcio
- 2009-2014 :  AC Sienne
  - jan.2010-2010 :  Torino FC (prêt)
  - 2011-janvier 2012 :  AS Livourne (prêt)
  - 2012-janvier 2013 :  SS Juve Stabia (prêt)
  - 2013-2014 :  Novare Calcio (prêt)
- 2014-2017 :  AC Lumezzane
- Janvier 2017 - 2018 :  AC Reggiana 1919
- Septembre 2018 - Janvier 2019 :  ACR Messina
- Depuis janvier 2019 :  UC Albinoleffe